# Maciej Krassowski (1730–1790)

Ślepowron

Maciej Krassowski herbu Ślepowron (ur. 1730, zm. 23 czerwca 1790 w Ratoszynie) – poseł na sejm elekcyjny w 1764, podczaszy wielki koronny (1764) i podwojewodzi rawski (od 1774). 
Ojciec Józefa Krassowskiego, fundatora kościoła w Radzanowie. Właściciel dóbr Grzmiąca, Paprotno, Zacharzów i Ratoszyn. W posiadanie Grzmiącej wszedł dzięki małżeństwu z Jadwigą Świdzińską.